# Комсомольский (Кущёвский район)
Комсомольский — посёлок в Кущёвском районе Краснодарского края.
Входит в состав Первомайского сельского поселения.

## География
Расположен в северной части Приазово-Кубанской равнины.

### Улицы
| - пер. Трудовой, - ул. 70 лет октября, - ул. Мира, - ул. Молодёжная, - ул. Новая, - ул. Образцовая, | - ул. Трудовая, - ул. Хлеборобов, - ул. Хуторская, - ул. Центральная, - ул. Школьная, - ул. Юбилейная. |

## Население
| 2002 | 2010 |
| ---- | ---- |
| 989  | ↘906 |